# Миминошвили, Владимир Джагуевич
Владимир Джагуевич Миминошвили (1906 год, Сенакский уезд, Кутаисская губерния, Российская империя — неизвестно, Грузинская ССР) — советский грузинский хозяйственный деятель, главный агроном районного отдела сельского хозяйства Абашского района, Грузинская ССР. Герой Социалистического Труда (1948).

## Биография
Родился в 1910 году в крестьянской семье в одном из сельских населённых пунктов Сенакского уезда. В последующем получил высшее образование. Трудился в сельском хозяйстве Ашхабадского района Ашхабадской области, Туркменская ССР. В июле 1943 года призван в Красную Армию по мобилизации. Воевал в составе 962-го стрелкового полка 236-й стрелковой дивизии.
После демобилизации в ноябре 1945 года возвратился в Грузию. Трудился главным агрономом Абашского районного отдела сельского хозяйства.
Внедрял в сельскохозяйственных предприятиях передовые агротехнические методы, в результате чего значительно повысилась урожайность сельскохозяйственных культур. В 1947 году обеспечил перевыполнение в целом по району планового сбора кукурузы на 22,1 %. Указом Президиума Верховного Совета СССР от 21 февраля 1948 года удостоен звания Героя Социалистического Труда за «получение высоких урожаев кукурузы и пшеницы в 1947 году» с вручением ордена Ленина и золотой медали «Серп и Молот» (№ 777).
Этим же Указом званием Героя Социалистического Труда были также награждены руководители Абашского района первый секретарь Абашского райкома партии Севериан Платонович Эбралидзе, председатель Абашского райисполкома Григорий Михайлович Адамия и 14 тружеников различных сельскохозяйственных предприятий Абашского района.
В последующем трудился на ответственной должности в райисполкоме Абашского района.
Дата его кончины не установлена.